# Leonurus quinquelobatus
Leonurus quinquelobatus là một loài thực vật có hoa trong họ Hoa môi. Loài này được Gilib. mô tả khoa học đầu tiên năm 1793.

## Hình ảnh

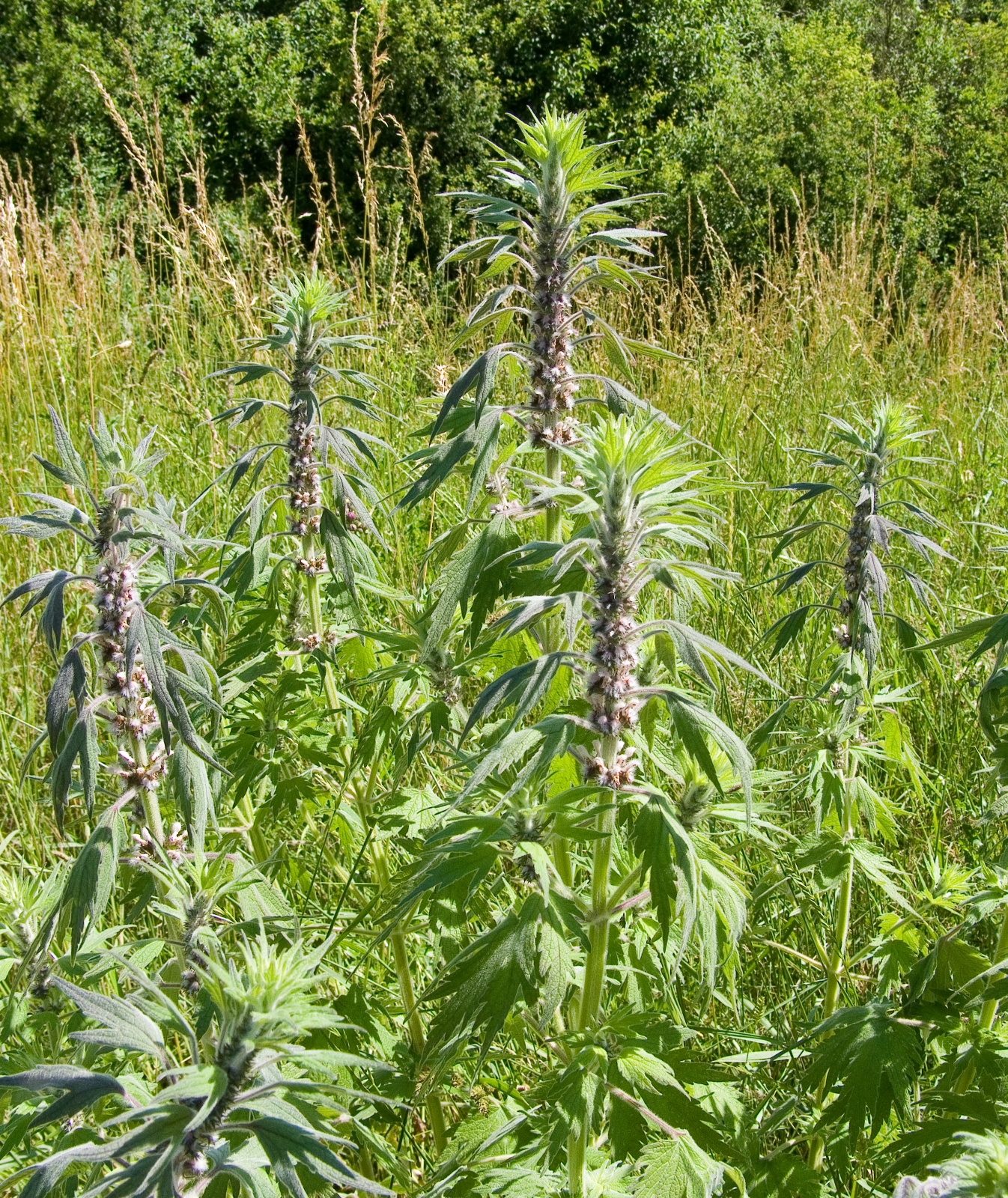
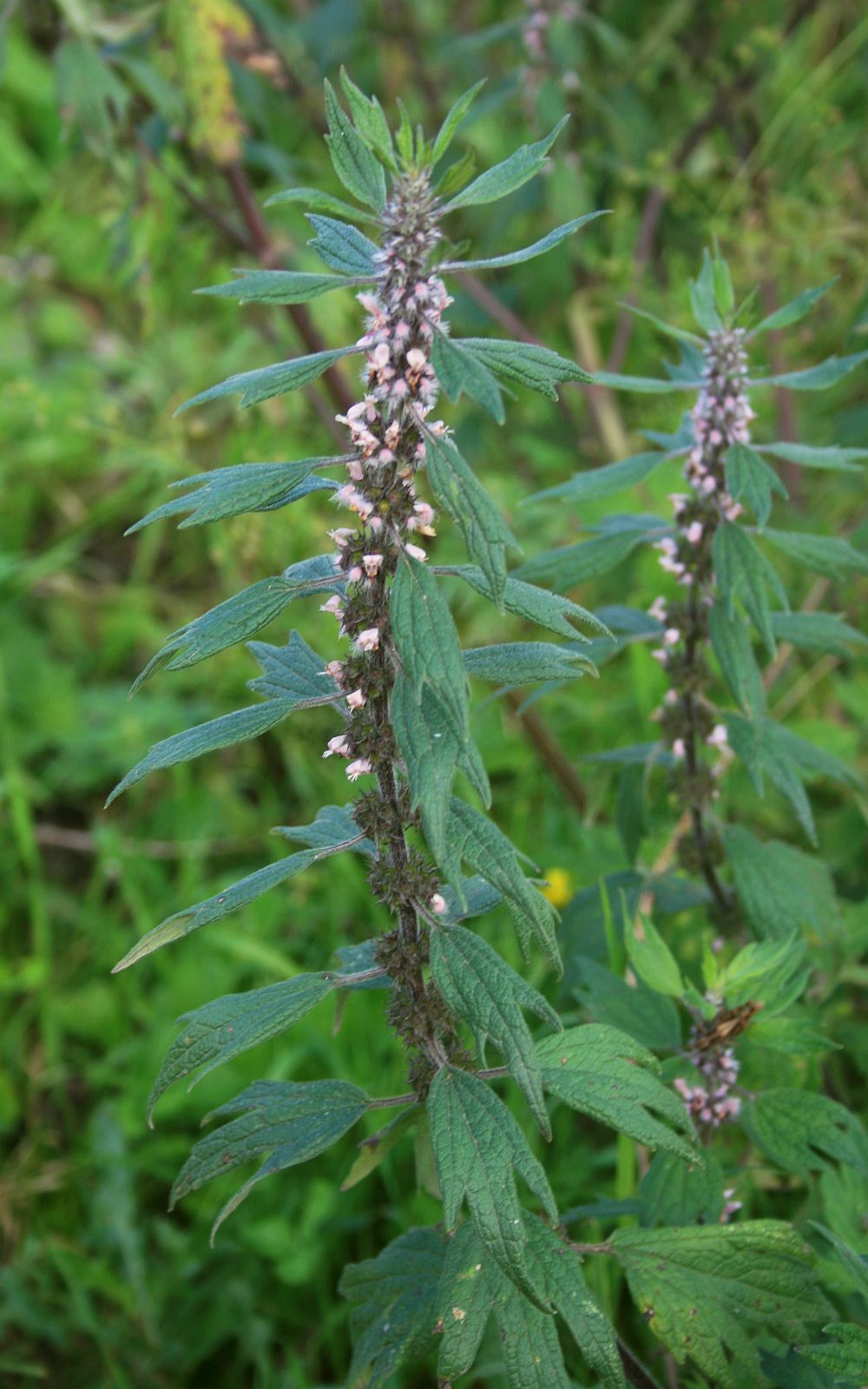
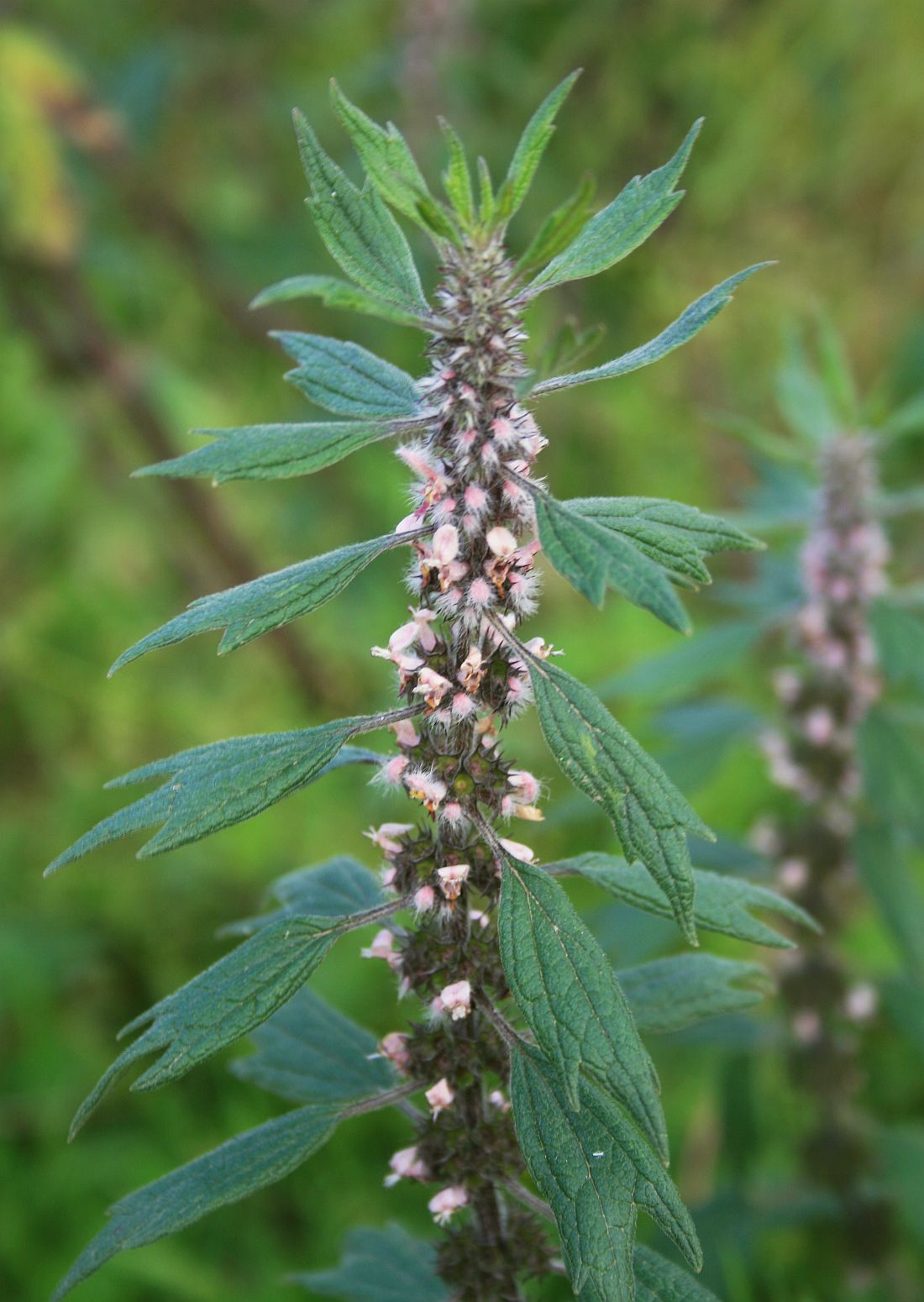
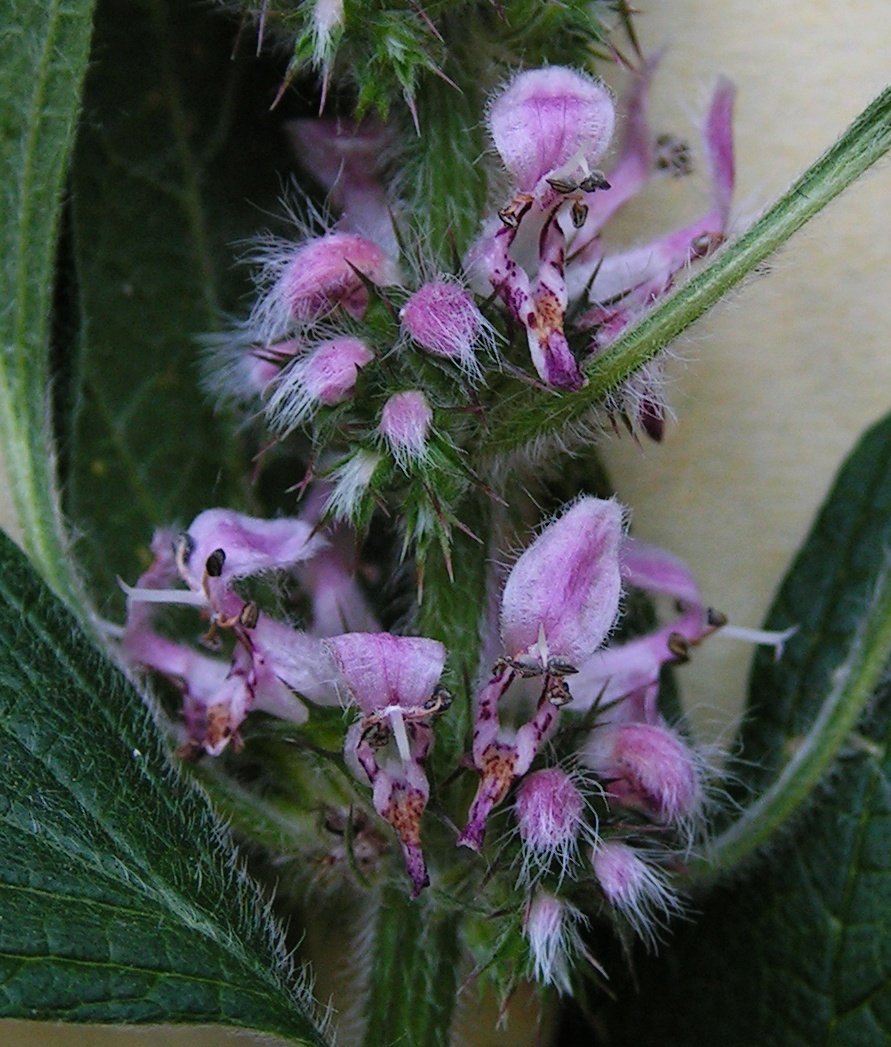